# بيتسي آنكر-جونسون
بيتسي آنكر جونسون، فيزيائية أمريكية مختصة في مجال البلازما. ولدت في 29 نيسان (أبريل) 1927. اشتهرت بفضل أبحاثها في مجال «عدم الاستقرار الذي يمكن أن يحصل في بلازماتالمواد الصلبة» وبسبب اختراعها مولد إشارة ذو مدى بقياس غيغاسايكل، يستخدم مواد أشباه الموصلات في مجالين مغناطيسي وكهربائي. وفي أول امرأة تعيين بأمر رئاسي في وزارة التجارة الأمريكية. كما أنها رابع امرأة تنتخب لرئاسة الأكاديمية الوطنية للهندسة.

## حياتها المبكرة والتعليم
ولدت بيتسي آنكر في سانت لويس (ميزوري)، ميزوري في 29 نيسان (أبريل) 1928. شجّعها والداها كلينتون جيمس وفيرن (ليلان) آنكر على متابعة اهتماماتها.
حصلت على درجة البكالوريوس مع مرتبة الشرف في الفيزياء من كلية ويلسلي عام 1949، وكانت جزء من فاي بيتا كابا. حصلت على شهادة الدكتوراة من جامعة توبنغن في ألمانيا بامتياز عام 1953.
من شهاداتها العلمية أيضاً شهادة دكتوراة من جامعة تاندون نيويورك الهندسية وجامعة كاليفورنيا الجنوبية ودكتوراة في القانون من كلية بيتس.

## العمل
بعد تخرجها من الجامعة، أصبحت بيتسي مساعد فيزيائية باحثة مبتدئة ومُحاضِرة في جامعة كاليفورنيا (بركلي) قبل أن تعمل في شركة منتجات سيلفانيا الكهربائية ومركز ديفيد سارنوف للأبحاث ومؤسسة الإذاعة الأمريكية. عملت أستاذة في كلية الهندسة الكهربائية في جامعة واشنطن من 1961 حتى 1973. في تلك الأثناء، كانت اختصاصية بحث في مختبر فيزياء البلازما التابع لمختبرات أبحاث العلوم في شركة بوينغ، حيث ترقّت لمشرفة على قسم إلكترونيات البلازما والمواد الصلبة ومديرة لقسم نظم الطاقة المتقدمة. عملت بيتسي أيضاً كعالمة غير متفرغة في مختبرات بل خلال نفس الفترة.
عام 1973، أصبحت بيتسي مساعدة للعلوم والتكنولوجيا، كأول امرأة يعيّنها الرئيس في وزارة التجارة الأمريكية. بعد ذلك، أصبحت بيتسي مديرة مختبر لأبحاص الفيزياء في مختبر أرجون الوطني قبل أن تصبح أول امرأة تشغل منصب نائب رئيس صناعات السيارات في شركة جنرال موتورز. في نفس الفترة، كانت بيتسي محاضرة في قسم الهندسة الكهربائية وعلوم الحاسوب في جامعة كاليفورنيا.
نشرت بيتسي جونسون أكثر من 70 ورقة بحث علمية وبراءة اختراع.

## حياتها الشخصية
تزوجت بيتسي من هال جونسون، ولها أربعة أبناء: روث، ديفيد، بول، مارثا.

## عضويات شرف
- زميل، الأكاديمية الوطنية للهندسة (1975)
- زميل، الجمعية الفيزيائية الأمريكية
- زميل، جمعية مهندسي الكهرباء والإلكترونيات
- عضو، جمعية مهندسي السيارات